# Antipathella aperta
Antipathella aperta is een Antipathariasoort uit de familie van de Myriopathidae. De wetenschappelijke naam van de soort is voor het eerst geldig gepubliceerd in 1923 door Totton.